# 鎖骨下筋
鎖骨下筋（さこつかきん、英語: subclavius muscle）は、胸部の筋肉のうち、胸郭外側面にある胸腕筋のうちの一つ。肋骨（第1）を起始とし、上外方に集まりながら、鎖骨の下面に停止する。
鎖骨を前下方に引き下げる作用がある。